# Lazsec
Lazsec (macedónul: Лажец, albánul Llazheci) település Észak-Macedóniában, a Pelagonijai körzet Bitolai járásában.

## Népesség
| Lakosok száma | 1107 | 1220 | 1061 | 1278 | 968  | 572  | 339  | 302  | 228  |
|               | 1948 | 1953 | 1961 | 1971 | 1981 | 1991 | 1994 | 2002 | 2021 |

2002-ben 302 lakosa volt, akik közül 161 macedón, 135 albán, 4 szerb, 2 egyéb.